# 中聯系統
中聯系統控股有限公司，簡稱中聯系統控股，以及中聯系統（英語：VANDA SYSTEMS & COMMUNICATIONS HOLDINGS LIMITED，港交所除牌時0757.HK），在1982年由林漢南,馬振光,韋以建先生共同創立，現時為安富利集團股份有限公司旗下。
主要業務是在香港、澳門、中國等地區經營开发创新型IT解决方案以及发展外包业务，而該股份曾在1995年4月18日於香港交易所主板上市，其後在2004年1月，以71億港元收購和記環球電訊全部股份，其中39億港元以中聯系統新股（發行價每股0.8港元），而另外的32億港元則以可換股票據（換股價每股0.96港元）支付。另外，中聯系統同時向長實（改組後長江和記實業有限公司）和中電控股的以4億港元收購電聯網絡的全部股權。
2004年3月12日，正式被和記環球電訊控股有限公司（已被和記電訊國際有限公司私有化，後來被和記電訊香港控股有限公司收納旗下）取代上市。
2005年，由於前管理層涉嫌參與內幕交易而被香港證監會檢控。
2006年，正式被和記黃埔有限公司（改組後長江和記實業有限公司）收納旗下，到了2009年，和記黃埔有限公司出售給安富利集團股份有限公司轄下科技解決方案。
2012年，原有中國業務出售給電訊盈科旗下Vandasoft Technology Holdings Limited（現時電訊盈科解決方案），其後在2013年，經營港澳解決方案的，「中聯電腦服務(香港)有限公司」更名為「安富利電腦服務(香港)有限公司」。